# Schistophyllum serrulatum
Schistophyllum serrulatum là một loài Rêu trong họ Fissidentaceae. Loài này được (Brid.) Kindb. mô tả khoa học đầu tiên năm 1883.